# Rhabdopygella
Rhabdopygella is een geslacht van hooiwagens uit de familie Assamiidae.
De wetenschappelijke naam Rhabdopygella is voor het eerst geldig gepubliceerd door Roewer in 1935. 

## Soorten
Rhabdopygella omvat de volgende 2 soorten:
- Rhabdopygella ferruginea
- Rhabdopygella laevis